# NGC 99
NGC 99 è una vasta galassia a spirale situata nella costellazione dei Pesci.
La sua distanza dal nostro sistema solare è stimata in circa 240 milioni di anni luce e ha una magnitudine apparente di 13,65.
La galassia è stata scoperta il 8 ottobre 1883 dall'astronomo francese Édouard Stephan.
NGC 99 ha una classe di luminosità III-IV e presenta una larga riga a 21 cm dell'idrogeno neutro.